# Sân bay Tadjoura
Sân bay Tadjoura (IATA: TDJ, ICAO: HDTJ) là một sân bay ở Tadjoura, Djibouti.